# Scytodes itzana
Scytodes itzana is een spinnensoort in de taxonomische indeling van de lijmspuiters (Scytodidae).
Het dier behoort tot het geslacht Scytodes. De wetenschappelijke naam van de soort werd voor het eerst geldig gepubliceerd in 1938 door Ralph Vary Chamberlin  & Wilton Ivie.